# Walt Gorney
Walter J. Gorney conhecido como Walt Gorney (Viena, 18 de abril de 1912 - Nova Iorque, 5 de março de 2004) foi um ator austríaco naturalizado norte-americano. Tornou-se conhecido internacionalmente por interpretar o personagem Crazy Ralph nos dois primeiros filmes da série de terror Friday the 13th, no início da década de 1980.

## Vida e carreira
Nascido em Viena, Áustria, Gorney emigrou para os Estados Unidos ainda criança e sua família se estabeleceu em Massachusetts. Ele se mudou em meados da década de 1940 para Nova Iorque, onde teve uma longa carreira como ator. Participou de várias produções teatrais na Broadway e off-Broadway, incluindo If Five Years Pass e The Male Animal, e só começou a trabalhar no cinema quando já estava na faixa dos 60 anos. Interpretou um vagabundo no filme Heavy Traffic, um transeunte no drama romântico Endless Love, um duque na comédia Trading Places e um segurança em Easy Money, vehicle de Rodney Dangerfield. Ele também desempenhou pequenos papéis em King Kong (1976), no terror Day of the Animals, na ficção científica Nothing Lasts Forever e em um obscuro filme estrelado por Robin Williams, Seize the Day.
Contudo, Gorney tornou-se mais conhecido por participar dos filmes da série Friday the 13th. No primeiro longa-metragem, lançado em 1980, interpretou Crazy Ralph ("Ralph Louco"), um idoso bêbado e excêntrico que tenta alertar os jovens monitores do acampamento de Crystal Lake com a enfática frase "Vocês estão todos condenados". Ele reinterpretou Ralph na segunda parte e também foi o narrador na sequência de abertura de Friday the 13th Part VII: The New Blood. Assim, Gorney tornou-se o único integrante do elenco do filme original a aparecer em duas de suas sequências e único a desempenhar dois personagens diferentes na franquia.
O desempenho de Gorney no papel de Crazy Ralph foi apontado como uma das melhores atuações de filmes de terror pelo website RetroCrush e o personagem foi escolhido como um dos favoritos da franquia pelo Bloody Disgusting. Robert Donner parodiou Ralph no filme Hysterical, de 1983, uma comédia de terror estrelada pela banda The Hudson Brothers. Gorney morreu de causas naturais na cidade de Nova Iorque, em 5 de março de 2004, aos 91 anos.

## Filmografia
| Ano  | Título                                  | Papel                | Notas                | Ref.   |
| ---- | --------------------------------------- | -------------------- | -------------------- | ------ |
| 1973 | Heavy Traffic                           | Vagabundo            | Não creditado        | [ 4 ]  |
| 1973 | Cops and Robbers                        | Bêbado               |                      | [ 1 ]  |
| 1976 | King Kong                               | Motorista do metrô   | Não creditado        | [ 4 ]  |
| 1977 | Day of the Animals                      | Sam                  |                      | [ 2 ]  |
| 1978 | Nunzio                                  |                      | Elenco               | [ 4 ]  |
| 1980 | Friday the 13th                         | Crazy Ralph          |                      | [ 3 ]  |
| 1981 | Friday the 13th Part 2                  | Crazy Ralph          |                      | [ 3 ]  |
| 1981 | Endless Love                            | Transeunte           |                      | [ 1 ]  |
| 1983 | Trading Places                          | Duke Domestic        |                      | [ 1 ]  |
| 1983 | Easy Money                              | Segurança de Monahan |                      | [ 10 ] |
| 1984 | Nothing Lasts Forever                   | Gerente de palco     |                      | [ 4 ]  |
| 1984 | Friday the 13th: The Final Chapter      | Crazy Ralph          | Filmagens de arquivo | [ 1 ]  |
| 1986 | Seize the Day                           | Mendigo              |                      | [ 4 ]  |
| 1988 | Friday the 13th Part VII: The New Blood | Narrador na abertura | Voz, não creditado   | [ 4 ]  |